# Сидоровское (Кирилловский район)
Сидоровское — деревня в Кирилловском районе Вологодской области.
Входит в состав Талицкого сельского поселения, с точки зрения административно-территориального деления — в Талицкий сельсовет.
Расстояние по автодороге до районного центра Кириллова — 61 км, до центра муниципального образования Талиц — 4 км. Ближайшие населённые пункты — Дор, Чаща, Лопошилово, Сущево.
По переписи 2002 года население — 14 человек.